# Don Byas

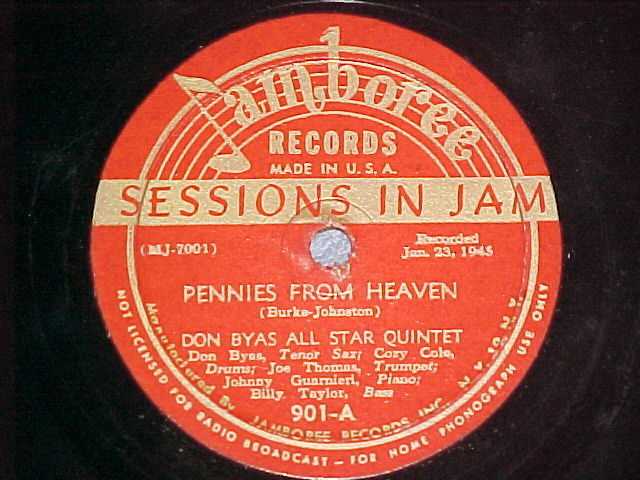
Don Byas Pennies From Heaven

Carlos Wesley "Don" Byas (21 de octubre de 1912 – 24 de agosto de 1972) fue un saxofonista tenor de jazz americano, asociado con el bebop. Tocó con Count Basie, Duke Ellington, Art Blakey y Dizzy Gillespie, entre otros y también dirigió su propia banda. Vivió en Europa los últimos 26 años de su vida.

## Biografía

### Oklahoma y Los Ángeles
Don Byas nació en Muskogee, Oklahoma. Sus padres eran músicos. Su madre tocó el piano y su padre el clarinete. Byas empezó su formación en música clásica, aprendiendo a tocar el violín, el clarinete y el saxo alto, el cual tocó hasta el fin de los años 20. Benny Carter, quién tocó muchos instrumentos, era su ídolo en este tiempo. Byas empezó a tocar en orquestas locales a la edad de 17 años, con Bennie Moten, Terrence Holder y Walter Page. Fundó y dirigió su propia banda de college, Don Carlos and His Collegiate Ramblers, durante 1931-32, en el Langston College, Oklahoma.
Byas cambió al saxo tenor después de trasladarse a la Costa Oeste y tocar con varias bandas de Los Ángeles. En 1933 participa en una gira en la costa oeste de Bert Johnson's Sharps and Flats. Trabaja en la banda de Lionel Hampton en el Club Paraíso en 1935 junto con el arreglista Eddie Barefield y el trombonista Tyree Glenn. También tocó con Buck Clayton, Lorenzo Flennoy y Charlie Echols.

### Nueva York
En 1937, Byas se trasladó a Nueva York para trabajar con la banda de Eddie Mallory, acompañando a la mujer de Mallory, la cantante Ethel Waters, en giras y en el Cotton Club. Estuvo un breve periodo con la banda de Don Redman en 1938 y más tarde en 1939-1940. Grabó su primer registro solo en mayo de 1939: "Is This To Be My Souvenir?" con Timme Rosenkrantz y sus Barrelhouse Barons para Victor. Tocó con las bandas de líders como Lucky Millinder, Andy Kirk, Edgar Hayes y Benny Carter. Estuvo un año en la banda de Andy Kirk, grabando con él entre marzo de 1939 y enero de 1940, incluyendo un solo corto en  "You Set Me on Fire". En septiembre de 1940, hace un solo en "Practice Makes Perfect", grabado por Billie Holiday. Participa en sesiones con el pianista Pete Johnson, el trompetista Hot Lips Page y el cantante Big Joe Turner. En 1941 en Minton Playhouse toca con Charlie Christian, Thelonious Monk y Kenny Clarke en sesiones after hours.
A comienzos de 1941, después de una corta estancia con Paul Bascomb, llega su gran momento cuándo Count Basie le escogió para cubrir el puesto de Lester Young en su big band. Byas grabó "Harvard Blues" con Basie el 17 de noviembre de 1941, en la versión vocal de Jimmy Rushing de la canción de George Frazier. Formó parte de una sesión de grupo pequeño el 24 de julio de 1942 con Buck Clayton, Count Basie, y su sección de ritmo (Freddie Green, Walter Page, Jo Jones) grabando "Royal Garden Blues" y "Sugar Blues".
En agosto de 1942, la banda fue a Hollywood para participar en la película Reveille with Beverly, seguida por otra película, Stage Door Canteen, en febrero de 1943. Don se quedó con Basie hasta noviembre de 1943.
A continuación tocó en bandas pequeñas en clubes de Nueva York, incluyendo la Coleman Hawkins orchestra (1944) y se asoció con beboppers como Dizzy Gillespie, Charlie Parker, George Wallington, Oscar Pettiford y Max Roach en el Onyx Club desde comienzos de 1944. Grabó con Hawkins  "Woody'n You", en febrero 16 y 22 de 1944. En mayo de 1944,  comparte deberes de tenor con Hawkins en los últimos Sax Ensemble, así como dirigiendo su propia banda en actuaciones en el Three Deuces club. Después de grabar para numerosos sellos pequeños (Savoy, Jamboree, Nacional, Disc, Arista, Super, American, Hub, Gotham) en este periodo, Byas tuvo un hit muy importante con "Laura" de David Raksin, el tema de título de la película de Otto Preminger del mismo nombre (1944).
El 4 de enero de 1945, Byas grabó con Clyde Hart, la cantante Rubberlegs Williams, Gillespie, Parker, Trummy Young y el 9 de enero de 1945, Gillespie, Byas y Young grabaron "Be Bop", "Salt Peanuts", y "Good Blait" para Manor. El 9 de junio, Byas y Slam Stewart tocaron a dúo en vivo en The Town Hall. Byas dirigió un grupo pequeño para varias sesiones para Savoy durante 1945–46. Ocupó el segundo puesto en saxo tenor de los Premios de 1946 del Esquire y, en febrero, grabó otra vez con Gillespie "52nd Street Theme" y "Night in Tunisia".
A pesar de su asociaciones bebop, Byas quedó profundamente arraigado en los sonidos del swing. Empezó por emular a Coleman Hawkins, pero Byas citó a Art Tatum como su mayor influencia.

### París
En septiembre de 1946 Byas fue a Europa para una gira con la Big Band de Don Redman en Dinamarca, Bélgica, Suiza, y Alemania. Eran la primera Big Band de jazz civil en visitar el Viejo Continente después de la guerra. Byas se quedó en Europa. Después de tocar en Bélgica y España, finalmente se asentó en París y comenzó a grabar casi inmediatamente.
Mientras todavía graba en Ginebra "Laura" y "Qué Alto la Luna". En diciembre de 1946 graba por primera vez en Francia, con Redman, Tyree Glenn y Peanuts Holland. Graba para los sellos Swing and Blue Star en 1947, trabajando con Eddie Barclay. En 1947 y 1948 Byas vivió en Barcelona, donde se traslada para disfrutar del coste más bajo de la vida y la atmósfera próspera. El pianista Tete Montoliu iba al Copacabana Club en Barcelona para oír al mejor intérprete de saxo. Byas estuvo al frente de su formación en estos años, actuando con la orquesta de Bernard Hilda (agosto 1947), Francisco Sánchez Ortega, y Luis Rovira.
Tocó con Bill Coleman a comienzos de 1949; girando en otoño con Buck Clayton. De 1948 en adelante, Byas fue una figura familiar no sólo alrededor del Saint-Germain-des-Prés en París, sino también en la Costa Azul, donde podía ser visto en Saint-Tropez haciendo pesca deportiva. Byas encontraba trabajo, podría grabar regularmente y tuvo muchos amigos. Adoraron no solo su talento musical sino también sus habilidades en el trampolín, como deportista (pesca y buceo) y como chef que cocinaba comida Creole.
Byas colaboró otra vez con Andy Kirk grabado juntos en Vogue en 1953. Byas también grabó con Beryl Booker en el mismo año.

### Holanda
Byas se reubicó en Holanda a principios de los 50; en 1955 se casó con Johanna "Jopie" Eksteen. Trabajó extensamente en Europa, a menudo con giras de músicos americanos como Art Blakey, Kenny Clarke, Duke Ellington, Gillespie, Jazz at the Philharmonic, Bud Powell, y Ben Webster. También grabó con la cantante de fados Amália Rodrigues. Byas no regresó a los EE. UU. hasta 1970, apareciendo en el Festival de Jazz de Newport.
Byas murió en Ámsterdam en 1972 de cáncer de pulmón, a la edad de 59 años.

## Instrumentos
- Byas' Dolnet Saxo tenor (adquirido a su viuda) está en exhibición en el Rutgers University's Institute of Jazz Studies.[11]
- Otro de sus instrumentos es utilizado por James Carter.[12]

## Discografía
Don Byas es líder, excepto lo notado, entre paréntesis.

### Años tempranos
- The Immortal Charlie Christian, (1939-1941 recordings, released, Legacy, 1980)
- Quintessential Billie Holiday, Volume 8 (1940 date led by Billie Holiday, Columbia Records)
- "Harvard Blues" (with Count Basie, 1941 on America's No. 1 Band: The Columbia Years)
- "Sugar Blues" (with Basie, 1942, also on America's No. 1 Band)
- "Indiana", "I Got Rhythm" and "Laura" (Various Artists, Town Hall Concert, 1945, Commodore Records)
- Midnight at Minton's (1941)
- Savoy Jam Party: The Savoy Sessions (1944–45)

### Años de exilio
- Don Byas in Paris (1946–49)
- Those Barcelona Days 1947-1948
- Le Grand Don Byas (1952–55)
- The Great Blue Star Sessions 1952-1953 con Dizzy Gillespie
- The Mary Lou Williams Quartet featuring Don Byas (1954)
- Don Byas con Beryl Booker (1955)
- A Tribute to Cannonball (con Bud Powell, 1961)
- Amalia Rodrigues con Don Byas (1973)
- A Night in Tunisia (1963)
- Walkin' (1963)
- Anthropology (1963)
- Americans in Europe Vol. 2 (Impulse!, 1963)
- Autumn Leaves (live con Stan Tracey, 1965)
- Don Byas Quartet featuring Sir Charles Thompson (1967)
- Ben Webster meets Don Byas (1968)

### Como sideman
Con Dizzy Gillespie
- Registros Completos RCA Victor (Bluebird, 1937-1949 [1995])